# Parthenodes pallidalis
Parthenodes pallidalis là một loài bướm đêm trong họ Crambidae.